# Słoń (Ryczów)
Słoń – skała na Wielkim Grochowcu w miejscowości Ryczów w województwie śląskim, w powiecie zawierciańskim, w gminie Ogrodzieniec. Słoń to główny wierzchołek Wielkiego Grochowca i największa jego ściana. Znajduje się na nim niewielki metalowy krzyż. Pozostałe skały Wielkiego Grochowca to Nosorożec i Tapir znajdujące się na przedłużeniu północnej jego grzędy. Cały masyw Wielkiego Grochowca należy do tzw. Ryczowskiego Mikroregionu Skałkowego na Wyżynie Częstochowskiej. Jest łatwo dostępny, znajduje się w odległości około 270 m od drogi z Ryczowa do Żelazka, na łąkach poza zabudowanym obszarem Ryczowa. Znajduje się na terenie otwartym i jest widoczny z tej drogi.

## Drogi wspinaczkowe
Jest bardzo popularnym celem wspinaczki. Zbudowany jest z wapieni, ma pionowe lub przewieszone ściany o wysokości 8–20 m. Występują w nim takie formacje skalne jak filar, komin i zacięcie. Wspinacze poprowadzili na nim 23 drogi wspinaczkowe o trudności od III+ do VI.5 w skali trudności Kurtyki. Wszystkie na ścianie o zachodniej wystawie. Niemal wszystkie mają zamontowane stałe punkty asekuracyjne: ringi (r) i stanowiska zjazdowe (st) lub ring zjazdowy (rz).

Słoń I
1. Krakowski filarek; 5r + st, V, 18 m
2. Trawers przez łzy; 5r + st, V, 20 m
3. Dość łez; 6r + st, VI.2, 18 m
4. SS Frundsberg; 6r + st, VI.1+, 18 m
5. Latające smoki; 6r + st, VI.2+, 18 m
6. Banjo; 6r + st, VI.2+, 18 m
7. SS Wiking; 6r + st, VI.2, 18 m

Słoń II
1. Ballada wolnej drogi; 7r + st, VI.3+/4, 19 m
2. Nabrzmiałe gruczoły; 7r + st, VI.5, 19 m
3. Lonstar; 7r + st, VI.4+, 20 m
4. Solaris; 7r + st, VI.4+, 20 m
5. Taniec ze Słoniem; 7r + st, VI.3 20 m
6. Cyberiada; 7r + st, VI.2+, 20 m
7. Doleżychówka; 7r + st, VI.1+, 19 m
8. Prześliczna wiolonczelistka; 6r + st, VI.2+, 19 m
9. Country roads; 4r + st, VI, 17 m
10. Punkt G; 6r + st, VI.1, 16 m
11. Tibent; 4r + st, V+, 11 m
12. Solo 1; 3r + st, V, 10 m
13. Solo 2; 3r + rz, V, 9 m
14. Londyńska wycieczka; 3r + rz, V, 9 m
15. Rajd Kurskiego; 3r, IV, 9 m
16. Krótki filarek; 3r, III, 9 m[4].

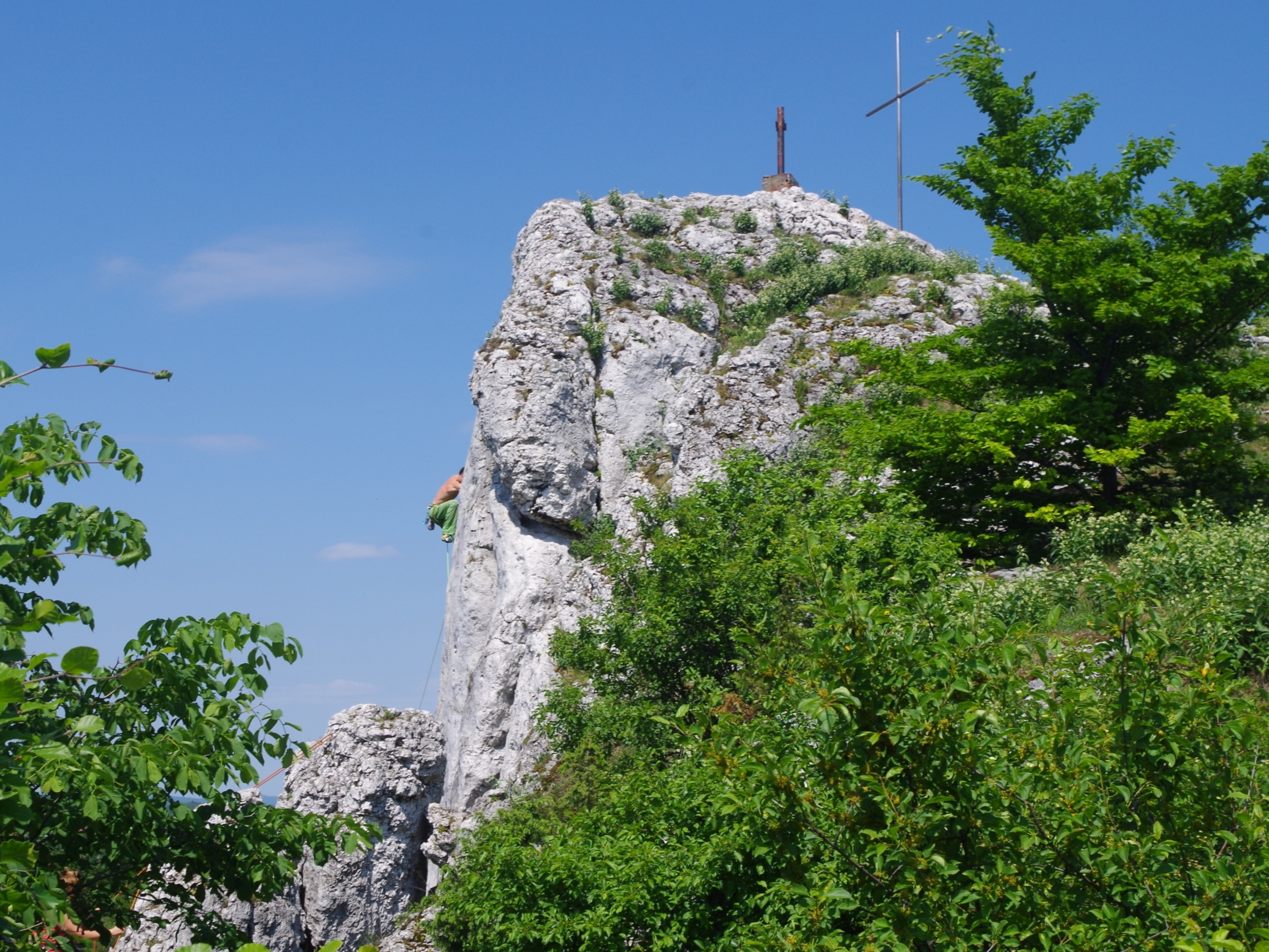
Wspinaczka na Słoniu
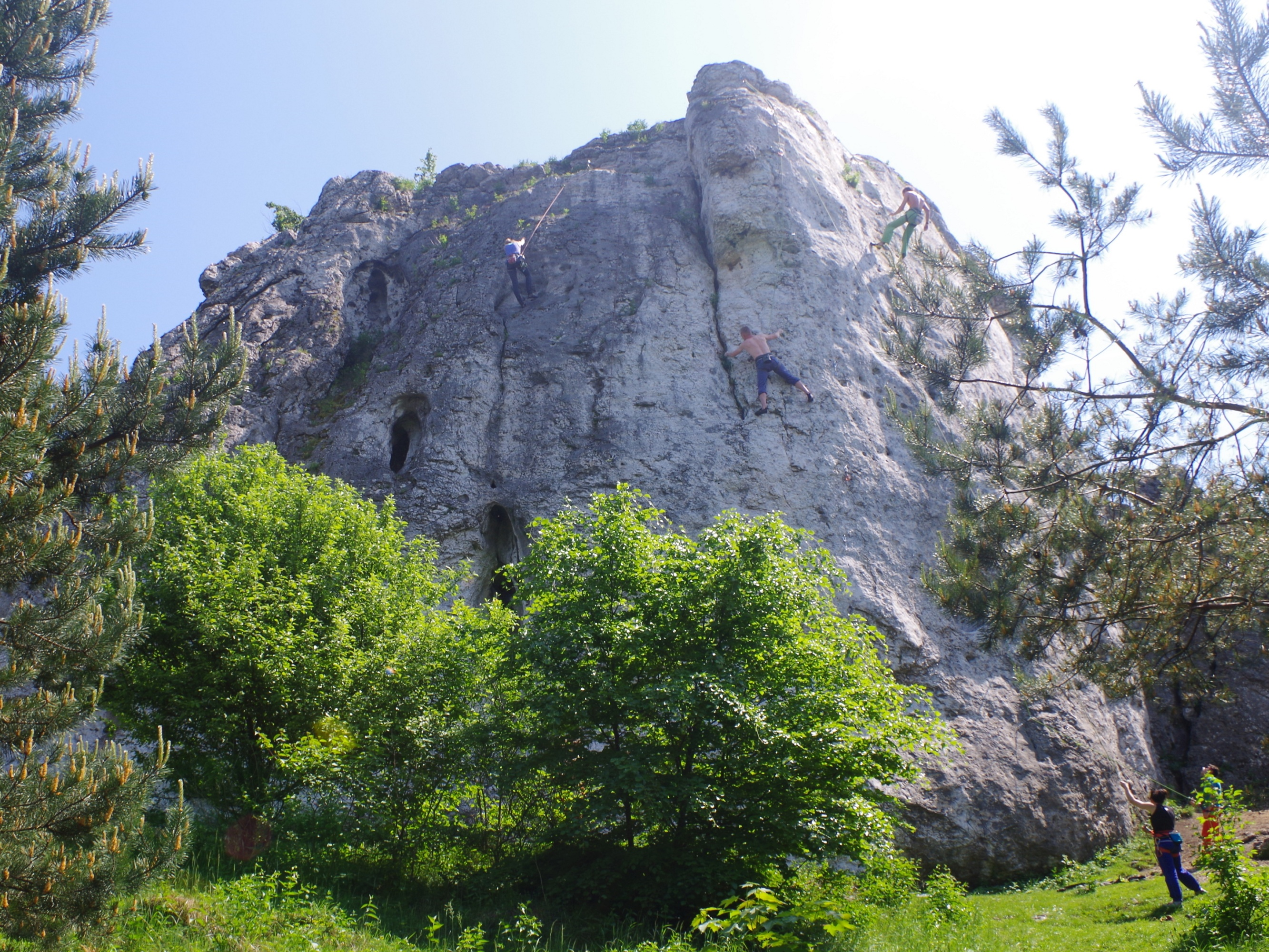
Wspinaczka na Słoniu
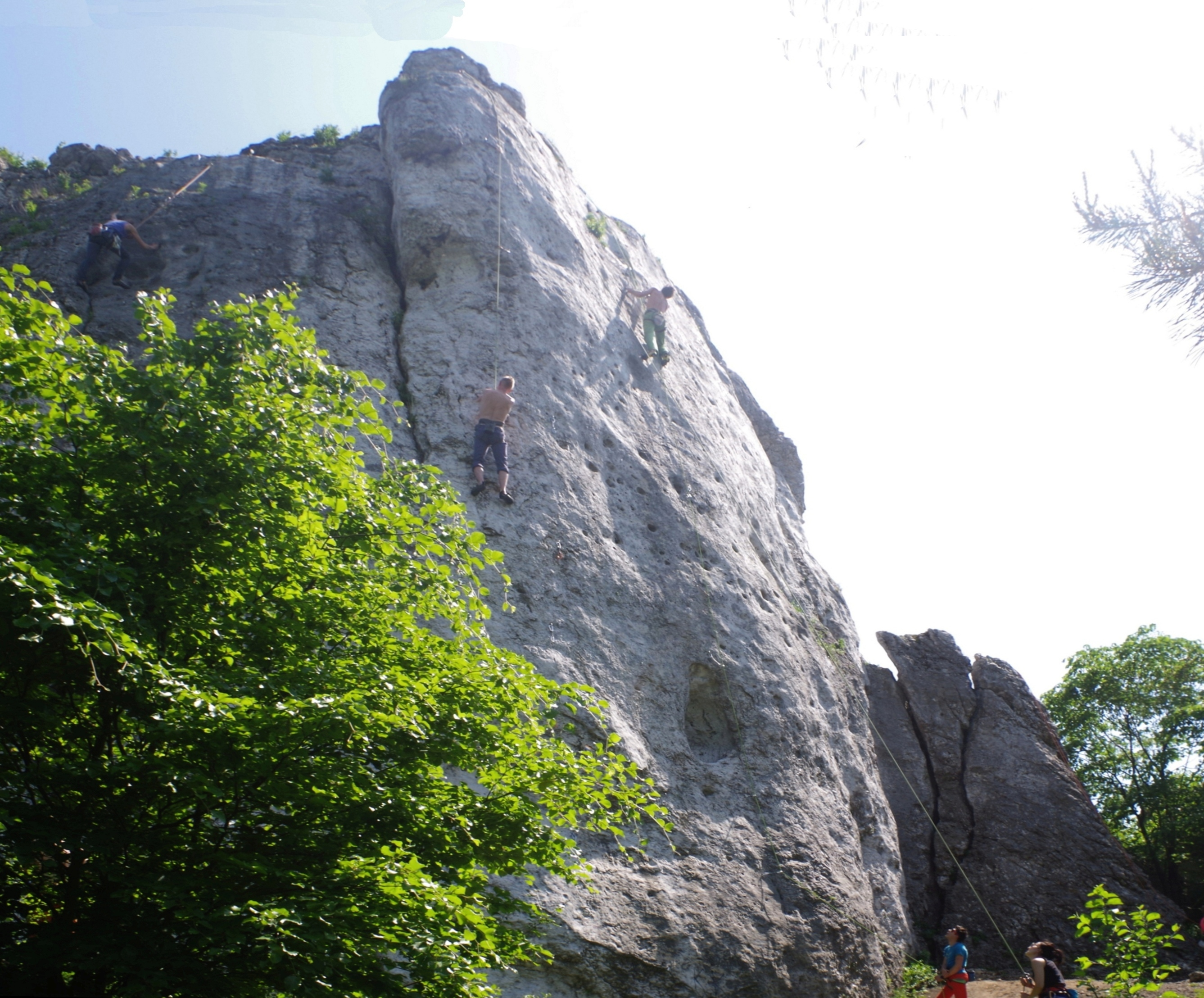
Wspinaczka na Słoniu
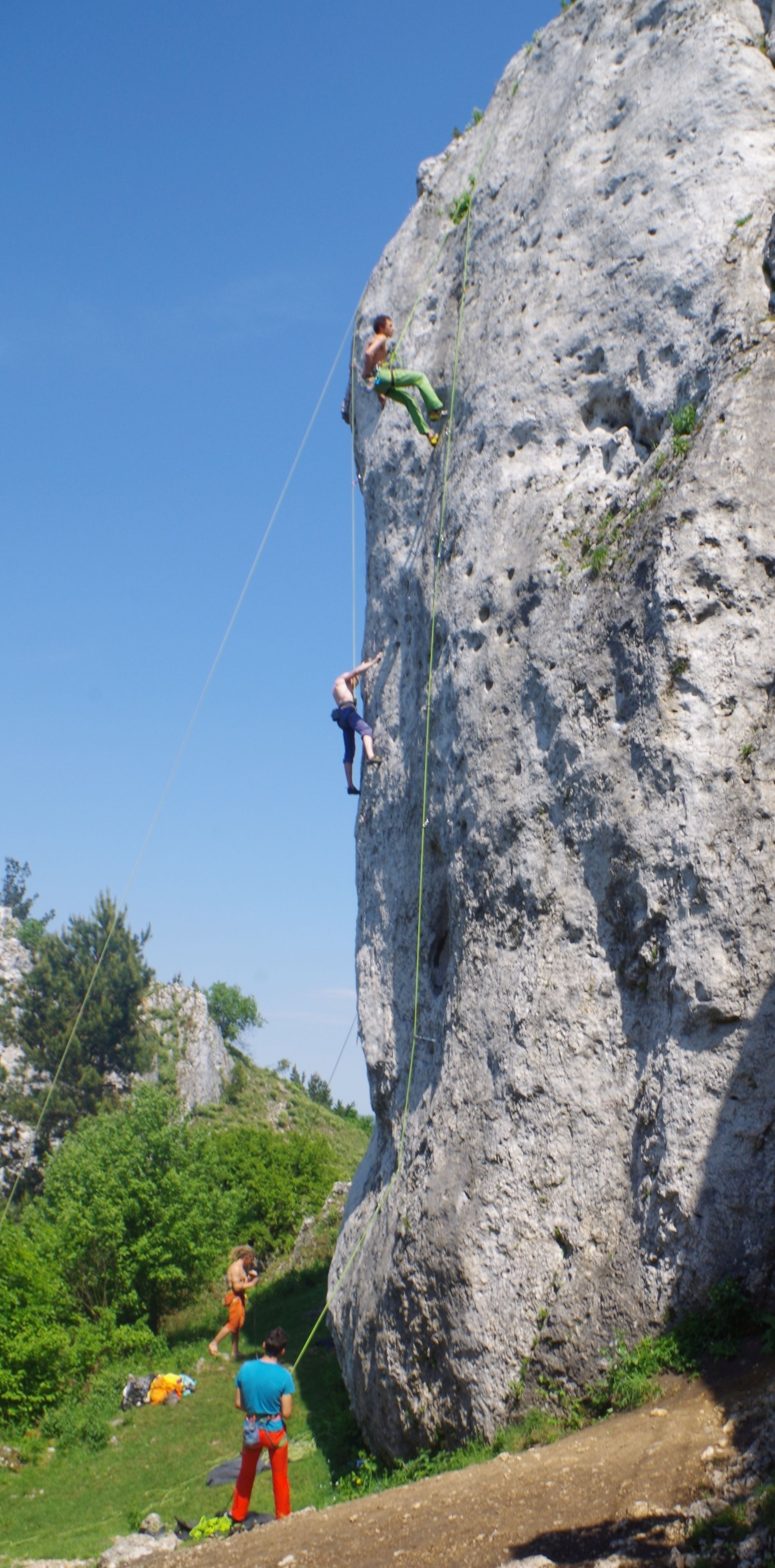